# Тестико
Тѐстико (на италиански: Testico; на лигурски: Testegu, Тестегу) е село и община в Северна Италия, провинция Савона, регион Лигурия. Разположено е на 473 m надморска височина. Населението на общината е 209 души (към 2011 г.).